# Albion (Mauritius)
Albion ist eine Ortschaft („Village“) auf Mauritius.

## Der Ort
Albion gehört zum Distrikt Black River. Bei der Volkszählung 2011 hatte der Ort 5.205 Einwohner. Der Ort ist Verwaltungssitz des Village Council Area Albion.
Die Küste vor dem Ort ist (wie überall auf Mauritius) von Riffen umgeben. Hier liefen eine Reihe von Schiffen auf. Am bekanntesten ist der Untergang der Banda im Jahr 1615, bei der Gouverneur Pieter Both starb. Daher wurde Anfang des 20. Jahrhunderts ein Leuchtturm an der Küste von Albion am Pointe aux Caves errichtet (20° 11′ 28,6″ S, 57° 24′ 41,5″ O). Am 3. Oktober 1910 wurde dieser 46 Meter hohe Leuchtturm durch Gouverneur Sir Cavandish Boyle in Betrieb genommen. Trotz des Leuchtturms kam es 1915 erneut zu einem Schiffsunglück, bei dem die Carnarec sank.
In Albion befindet sich seit 2007 ein Hotel der Club-Med-Kette (20° 13′ 2,3″ S, 57° 23′ 55,1″ O).